# وشگرد
وَشگِرد جماعت و شهرکی در کشور تاجیکستان است که در ناحیهٔ فیض‌آباد ناحیه‌های تابع جمهوری قرار دارد. جمعیت این جماعت ۳۵۷۵ است.
گفته شده که در اوستا از این محل با نام وسکرد نام برده شده‌است.